# Vuelo 107 de FlyMontserrat
El Vuelo 107 de FlyMontserrat fue un vuelo de corto alcance desde el aeropuerto internacional V. C. Bird, Antigua al aeropuerto John A. Osborne, Montserrat el 7 de octubre de 2012. El vuelo iba a ser efectuado por un Britten-Norman Islander, registro VP-MON con un tripulante y tres pasajeros a bordo. El vuelo se estrelló poco después de despegar cerca del final de pista. Tres de los cuatro pasajeros y tripulante murieron en el accidente.

## Accidente
A las 16:15 hora local el vuelo 107 de FlyMontserrat fue autorizado a despegar de la pista 07 en el aeropuerto internacional V. C. Bird. Las condiciones climáticas en el momento de la salida eran buenas, aunque nubes convectivas y chubascos intensos habían pasado sobre el aeropuerto mientras la aeronave estaba estacionada antes del vuelo. Aproximadamente 40 mm de lluvia cayeron en el aeropuerto durante este período. No hubo evidencia de que se haya realizado una verificación de drenaje de agua en la aeronave después de la lluvia.
Poco después del despegue, la aeronave giró y giró hacia la derecha, descendiendo rápidamente y aparentemente fuera de control. Chocó contra el suelo dentro del perímetro del aeropuerto, primero con la punta del ala derecha y se inclinó abruptamente hacia la derecha a baja velocidad de avance.
El examen de los restos mostró que el motor del lado derecho no producía energía en el momento del impacto. La investigación del sistema de combustible mostró contaminación con cantidades significativas de agua.
El tapón de llenado de combustible del lado derecho tenía un diseño incompatible con el cuello de llenado. Las pruebas mostraron que la tapa, instalada en el cuello, podría permitir que el agua pasara al tanque de combustible, por ejemplo, si la aeronave estaba estacionada durante períodos de lluvia.

## Investigación
La Oficina de Investigación de Accidentes Aéreos británica envió un equipo para investigar la causa del accidente. Se notificaron malas condiciones meteorológicas en los momentos previos al accidente, sin embargo, las condiciones fueron notificadas como buenas en el momento del accidente. Un informe preliminar de la Dirección de Aviación Civil del Caribe Oriental fue publicado el 13 de octubre de 2012 diciendo que tras examinar los restos del avión, se había observado que el motor derecho no estaba proporcionando potencia y que las hélices no estaban girando. 
El combustible fue examinado y se descubrió que el sistema de combustible mostraba significativas cantidades de contaminación de agua.
El informe final, después de 3 años de investigación, concluyó que las causas más probables fueron:
- Las lluvias importantes y las anomalías en el cuello y la tapa de llenado de combustible de la aeronave provocaron la presencia de agua en el tanque de combustible de la derecha
- Poco después del despegue, el agua del tanque de combustible de la derecha entró en el motor sistema de combustible que hace que el motor deje de funcionar
- El control de la aeronave no se mantuvo después de que se paró el motor derecho

La investigación identificó los siguientes factores contribuyentes:
- No se llevó a cabo ninguna verificación de drenaje de agua antes del vuelo; Tal control habría permitido detectar la presencia de agua en el tanque de combustible del lado derecho y tomar medidas correctivas.
- Es posible que la cizalladura del viento que reduce el rendimiento, encontrada durante la salida a favor del viento, contribuyó a una reducción de la velocidad aérea poco antes de que la aeronave se detuviera.